# Australian National Botanic Gardens

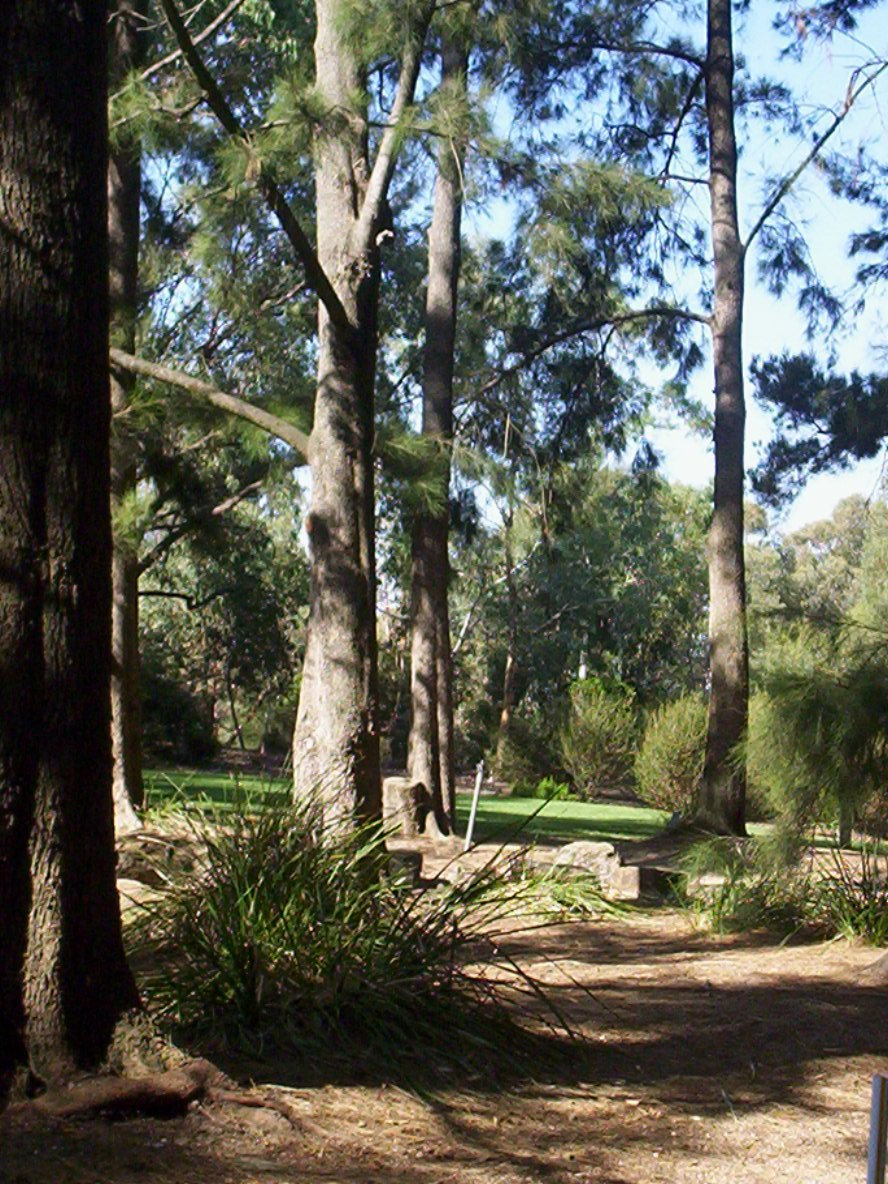

Australian National Botanic Gardens (ANBG) je botanická zahrada, nacházející se v Canbeře. Je spravována oddělením australské vlády v oblasti životního prostředí a kulturního dědictví.
V botanické zahradě je největší sbírka živých domorodých rostlin australské flóry. Posláním ANBG je studovat a podporovat australskou flóru. Zahrady udržuje širokou škálu rostlinných zdrojů pro výzkumné účely a kultivuje původní rostliny ohrožené ve volné přírodě.

## Výzkum
Australská národní herbář je uložen v Australian National Botanic Gardens. Herbář je největší sbírkou lisovaných, sušených vzorků rostlin v Austrálii. Herbář je provozován společně s CSIRO v rámci společného výzkumného centra, Centra pro výzkum biodiverzity rostlin. Není přístupný veřejnosti. Australský národní herbář se podílí na tvorbě Australia's Virtual Herbarium (AVH), webového záznamu botanických informací, zahrnující šest milionů záznamů, vzorků zobrazující geografickou polohu, obrázky, popisný text a identifikační nástroje.
Zahrady řídí několik velkých databází rostlin, včetně What's its Name? (Jak se jmenuje?), která je jednoduchým přístupovým bodem k složitější 'Australian Plant Name Index' APNI, která je seznamem všech vědeckých názvů někdy používaných pro australské rostliny. Sbírka zahrnuje velkou sbírku fotografií.
Knihovna v zahradách obsahuje významné sbírky botanických knih, časopisů, CD-ROMů a mapy. Knihovna je otevřena studentům a veřejnosti. Její hlavní vědecký pracovník je Lyndley Craven.